# Císařský pramen
Císařský pramen je přístupný minerální pramen na území národní přírodní rezervace Soos ve Vonšově, části města Skalná v okrese Cheb v Karlovarském kraji. Je nejznámější a nejvydatnější pramen v národní přírodní rezervaci.

## Přírodní poměry
Pramen vyvěrá v malé téměř bezodtoké kotlině tzv. sooské pánvičce v centrální části Chebské pánve. Nepatrnou část území odvodňuje na severu potok Sázek a na jihu Vonšovský potok.

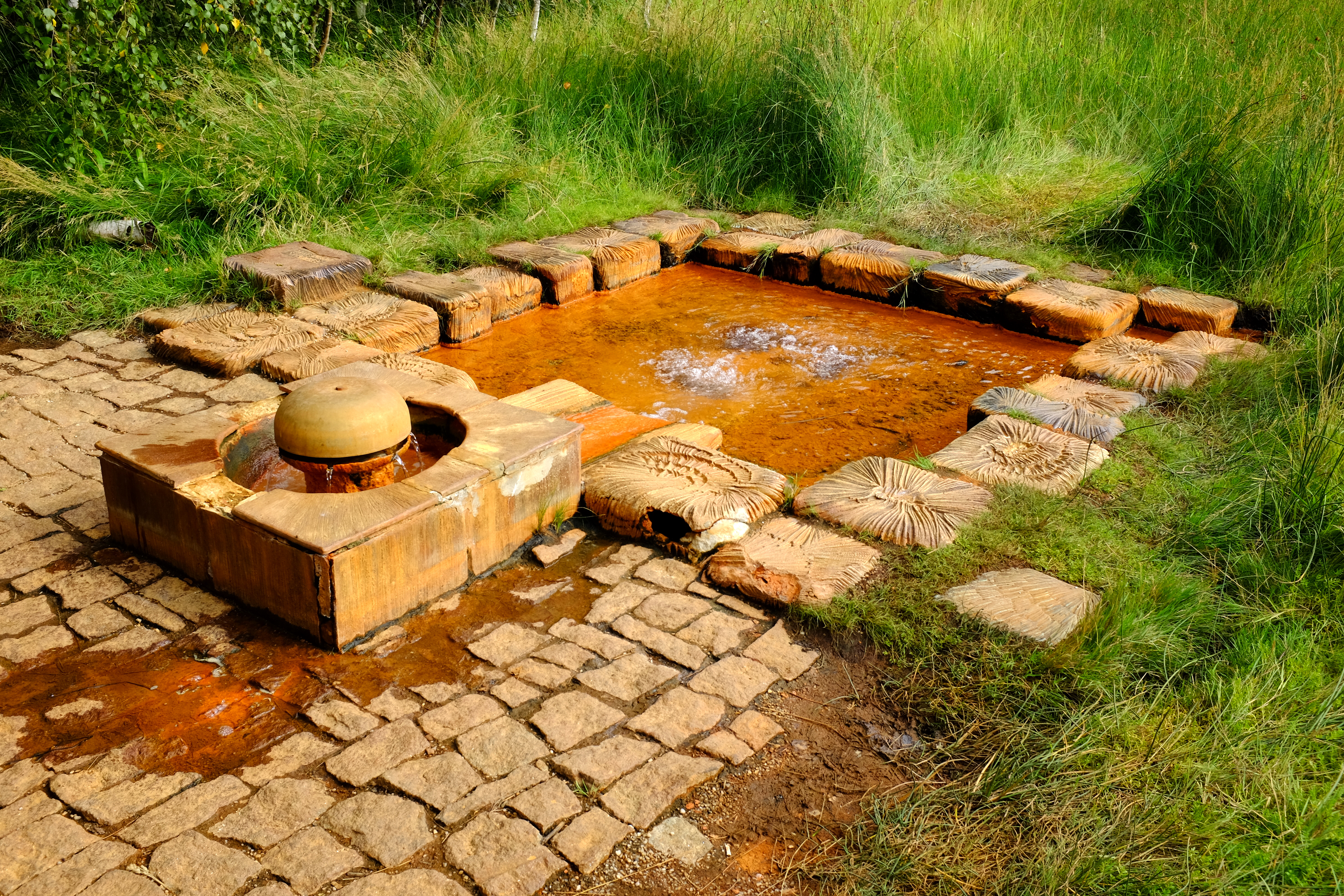
Celkový pohled na pramen s vanou

Podmínkou existence fenoménu Soosu je vnitřní dynamika, zejména odplyňování plastického zemského pláště a napětí v křehké zemské kůře, vedoucí k tříštění a tektonickým pohybům ker. Pod lokalitou Soos se z podloží Chebské pánve zvedá krystalinický hřbet tvořený svory a žulami. Hřbet má charakter hrástě a vznikl tektonickými pohyby a na povrchu je rozbrázděn zlomy. Vrtem H-9 se prokázalo, že strop hrástě sahá až 41 m pod zemský povrch. Horniny hrástě jsou překryty dvěma tenkými soubory vrstev. Spodní soubor je mocný kolem 25–50 m a je tvořen jílovými horninami cyprisového souvrství miocenního stáří (kolem 17 miliónů let). Vytvářejí jílový nepropustný strop, kterým mohou pronikat tlakové vody a plyny jen po zlomech. Svrchní soubor vrstev pliocenního stáří kolem 4 miliónů let tvoří písky a jílovité písky vildštejnského souvrství. Mocnost souvrství je asi 15 m a má nesouvislé rozšíření s volnou hladinou podzemních vod. Je dotováno atmosférickými srážkami, zčásti i minerálními vodami.
V holocénu, během posledních 10 tisíc let, se nad povrchem sooského hřbetu vytvořila mělká sníženina, tzv. sooská pánvička, kterou vyplňují písčito-jílové sedimenty, humolity (statiny a rašeliny). Souběžně se sedimentací probíhaly a probíhají po trhlinách a zlomech procesy vývěrů plynů a kyselek. Celkem zde bylo napočítáno přes 200 vývěrů. Kromě výskytu mofet (plynných exhalací suchého oxidu uhličitého) vyvěrají na území Soosu tři základní typy kyselek, které se v závislosti na hloubce jejich tvoření odlišují teplotou a obsahem minerálních látek. Hranice mezi mofetou a kyselkou se může měnit podle počasí a hladiny podzemní vody. Některé kyselky patří do skupiny prostých minerálních vod s nízkou mineralizací, jiné do typu silně mineralizovaných kyselek.
Všechny silné vývěry kyselek a plynů jsou situovány nad zlomy v centrální části sooské pánvičky, na křemelinovém štítu nebo v jeho blízkosti. Hlavní výstupní stvol minerálních vod a plynů se předpokládá pod Císařským pramenem.
Mineralizace pramenů na území Soosu se pohybuje v širokém rozpětí od 100 mg/l až do 6 300 mg/l. Prameny východně od centrálních vývěrů jsou slaběji mineralizované a jejich složení je více ovlivňováno větvením výstupního stvolu. Zároveň klesá jejich teplota a převažují ionty původem z cyprisového souvrství.

## Historie
Pramen byl využíván ve zdejší solivárně již před rokem 1843 a z jeho vody získávána Glauberova sůl a zelená skalice. Z této doby pochází pravděpodobně i zachycení Císařského pramene. V roce 1876 byl výsostným místodržitelským nařízením prohlášen za veřejný léčivý pramen a v roce 1877 povoleno používat název Císařský pramen pro odbyt vody. 
Pramen lahodné chuti byl poprvé navrtán roku 1874, v roce 1908 zachycen 4 metry hlubokou studní. Z jeho vody se v solivaru získávala průmyslovým způsobem koupelová sůl, v okolí se těžila rašelina již od 19. století pro otop, později pro léčebné lázeňské účely. Historii těžby slatiny, křemeliny a jímání minerálních vod na Soosu za účelem extrakce solí rozšířil Mattoni, který koupil rozsáhlé území v Soosu a vybudoval zde roku 1868 solivar. Továrnu prodali Mattoniové roku 1904 městu Karlovy Vary. Těžená křemelina sloužila k výrobě žáruvzdorných cihel, izolačních obkladů a leštících prášků. Luhování minerální soli z křemeliny probíhalo až do roku 1936. Po vyhlášení národní přírodní rezervace v roce 1964 byla veškerá průmyslová činnost ukončena. Po vyhlášení chráněného území došlo po roce 1980 k přestrojení studny, prohloubení vrtu na asi 10 metrů a jeho vystrojení trubkou s perforací ve spodní části. Pramenná váza s odtokem do malé vany je na místě původní studny a břehy vany jsou osazeny keramikou. Ve vaně je zřetelně vidět bouřlivé probublávání oxidu uhličitého ze dna.
Císařský pramen spolu s pramenem Věra, vzdálené od sebe asi 300 m, jsou jedinými zachycenými vývěry minerálních vod na území Soosu.

## Vlastnosti a složení
Teplota pramene v průběhu roku mírně kolísá a dosahuje až 18 °C a Císařský pramen je tak nejteplejším přírodní vývěrem v Chebské pánvi. Celková mineralizace činí přibližně 5 600 mg/litr. Obsah oxidu uhličitého je vysoký, dosahuje 2 800 mg/litr, což dodává minerálce vysokou perlivost a příjemnou chuť. Minerální voda má zvýšený obsah sodíku v hodnotě 1 575 mg/litr a železa v hodnotě 40 mg/litr. Hodnota pH je 6. 
Významnou složkou je síran železnatý a Glauberova sůl. Císařský pramen a některé divoce vyvěrající kyselky na území rezervace mají podobné chemické složení jako minerální vody v blízkých Františkových Lázních.

## Přístupnost
Minerální pramen je zakreslený v turistických mapách. Je součástí naučné stezky Soos a přístup k němu je proto v provozních hodinách zpoplatněn. Nedaleko od pokladny u začátku naučné stezky se nachází poměrně velké parkoviště pro automobily.